# Alloise
Alla Jevhenivna Moskovka (en ucraniano: Алла євгенівна московка; Poltava, RSS de Ucrania, Unión Soviética; 19 de octubre de 1984), más conocida por su nombre artístico Alloise, es una cantante ucraniana.

## Vida y carrera
Nacida en Poltava, Alloise comenzó su carrera como miembro de los grupos musicales Tomato Jaws y Gorchitza, antes de lanzar su carrera en solitario en 2012, ganando el mismo año el MTV Europe Music Award como la mejor artista ucraniana. Al año siguiente lanzó su primer álbum de estudio «Bygone», obtuvo sus primeras nominaciones en YUNA.
En 2016 participó en Vidbir, llegando a las semifinales con la canción «Crown». Su segundo LP, «Episodes», fue lanzado unas semanas más tarde.
Unos cuatro años más tarde, regresó a la escena musical con el lanzamiento del EP «Bare Nerve», que fue nominado en YUNA en la categoría «Mejor lanzamiento en otros formatos». El mismo año, lanzó el proyecto paralelo VCHASNO, una colaboración musical con la poetisa portuguesa Mogni Rarchi.

## Discografía
Con Gorchitza
- Highlights (2008)
- It's You (2011)

Solo
- Bygone (2013)
- Episodes (2016)
- Bare Nerve (2020)